# Ealdwulf dell'Anglia orientale
Ealdwulf o Aldwulf (... – 713) fu re dell'Anglia orientale dal 664 fino alla morte.
Il regno di Ealdwulf (664-713) fu straordinariamente lungo e durò ben quarantanove anni: solamente Ethelbert del Kent (circa 560-616) e Offa di Mercia (757-796) possono vantare una tale longevità. Su Ealdwulf ci sono giunte meno notizie rispetto agli altri due monarchi, e sebbene il suo potere non riuscisse mai a rivaleggiare con il loro, tuttavia la durata del suo regno riflette la politica vincente delle sue alleanze fatte nel corso degli anni. Con lui l'Anglia orientale visse un lungo periodo di stabilità e prosperità e Ipswich divenne un importante centro commerciale. Come strumento da usare nella lotta per il potere, Ealdwulf poté contare del sostegno di monasteri e case religiose, governati attraverso il suo parentado.

## Origini
Ealdwulf era figlio di Æthilric, figlio a sua volta di Eni, figlio di Tytila, figlio di Wuffa, della casata reale dell'Anglia orientale dei Wuffinga. Suo padre Æthilric è forse lo stesso personaggio che appare in veste di sovrano con il nome di Egric dell'Anglia orientale, il quale morì in battaglia nel 636. (Æthilric era, in ogni caso, probabilmente morto nel 647.) Sua madre era sant'Hereswith, sorella di sant'Ilda di Whitby e figlia di Hereric e Breguswith, della casa di sant'Edwin di Northumbria. Era anche cugino della figlie sante e del figlio martire del re Anna dell'Anglia orientale.
Ealdwulf nacque all'interno di una casata reale cristiana, poiché sua madre era stata battezzata (probabilmente da adolescente) insieme a sua sorella e agli altri membri della casata reale di Northumbria, incluso re Edwin, per opera di san Paolino di York nel 626. Suo padre Hereric, nipote di Edwin, fu assassinato in esilio nel regno britannico di Elmet: Edwin per rappresaglia ne uccise il sovrano di nome Ceretic subito dopo aver conquistato la Northumbria nel 616. Il suo matrimonio con Æthilric dovrebbe datarsi tra il 626 e il 632-633 quando Edwin fu fatto uccidere da Cadwallon ap Cadfan. Questo matrimonio diplomatico avrebbe dovuto portare Æthilric a sedere sul trono come re cristiano. Come la conversione al Cristianesimo di Eorpwald nel 627, stringeva un'alleanza, questa volta di sangue, fra le case di Edwin e di Redwald (zio di Æthilric), che aveva stabilito Edwin come re dei Northumbriani. Ealdwulf, nato da quel matrimonio, impersonava quel progetto politico.
Nella giovinezza di Ealdwulf, san Felice di Borgogna e san Furseo predicavano agli Angli orientali. Da ragazzo Ealdwulf vide il tempio in cui si trovavano i due altari, quello cristiano e quello pagano, mantenuto da Raedwald stesso. Successivamente Ealdwulf ricorderà questo fatto (testabatur). La sua testimonianza è probabilmente la fonte della storia di questo tempio straordinario, descritta da Beda il Venerabile nella sua Historia Ecclesiastica. Sua madre Hereswith, vedova, abbandonò l'Anglia orientale prima del 647 per condurre vita monastica a Chelles, in Gallia, presso un monastero reale francese, perché non esistevano ancora monasteri femminili in Anglia orientale. È incerto se Ealdwulf l'abbia accompagnata in Francia, o se sia rimasto in Anglia orientale durante i regni movimentati dei suoi tre zii, Anna (636-653), Æthelhere (654) e Æthelwold (654-664).

## L'inizio del suo regno
Il regno di Ealdwulf iniziò durante l'epidemia di peste del 664, che lasciò vacante la cattedra dell'arcivescovo di Canterbury fino al 669. Per un certo periodo, Berhtgisl Boniface di Dommoc rimase l'unico vescovo la cui consacrazione derivava dall'autorità dell'arcivescovo di Canterbury. Egli morì nel 669 o poco prima. La figlia di Anna, Æthelburg, badessa dell'abbazia di Faremoutiers, morì probabilmente durante l'epidemia e subentrò a lei la sorellastra Saethryth. Il monastero di San Botulfo situato su un'isola fluviale a Iken, non molto distante del palazzo regale a Rendlesham, era nel fior dei suoi giorni. Wilfrid (che ambiva al vescovado di York, ma era vescovo di Ripon) inviò il suo allievo Ceolfrith (successivamente abate dell'abbazia di Wearmouth-Jarrow) per studiare con Botolph, che era allora conosciuto come uomo di vita e scienza eccezionale, pieno di grazia spirituale.
Nel 669 papa Vitaliano inviò a Canterbury Teodoro di Tarso come arcivescovo con il suo assistente Adriano, mentre regnava sulla città Ecgbert (figlio di Eorcenberht). Teodoro fondò una grande scuola e iniziò a riformare la Chiesa inglese. Bisi fu nominato vescovo di Dommoc nell'Anglia orientale. A York Teodoro consacrò Wilfrid vescovo di Northumbria, deponendo Chad, che dapprima tornò al monastero di Lastingham in veste di abate e fu poi vescovo di Lichfield in Mercia. Re Oswiu di Northumbria morì nel 670 e fu sepolto vicino a Edwin a Whitby, dove la moglie Eanfled si ritirò nel monastero della badessa Ilda, la zia materna di Ealdwulf. Il successore di Oswiu fu suo figlio Ecgfrith, la cui sposa Etheldreda volle restare vergine.

## Patrocinio monastico dei Wuffingi e divisione del vescovato di Dommoc
Nel 672 Etheldreda prese i voti con l'aiuto del vescovo Wilfrid (al quale ella donò la proprietà di Hexham), e dopo un anno fuggì nella sua dimora nell'Anglia orientale di Ely, dove fondò un doppio monastero, il quale diede poi origine alla grande abbazia medioevale. Nel frattempo nel Kent suo nipote Ecgberht fondò il monastero di Minster-in-Thanet, che venne governato da sua cugina Eormenburga (regina di Merewalh). Nel 673, alla morte di Ecgberht, gli succedette il fratello Hlothhere, e la loro madre Seaxburga, sorella di Etheldreda, fondò il doppio monastero di Minster-in-Sheppey nell'isola di Sheppey.
Il governo dei monasteri di Ely e Sheppey sotto due regine (e sorelle) della stirpe reale degli Angli orientali stabilì un asse molto duraturo di patrocinio e di influenza politica. L'arcivescovo Teodoro notificò a Ecgfrith che non gli era permesso di sposare cristianamente un'altra donna durante la vita di Etheldreda, negandogli quindi un erede legittimo. Pochi mesi dopo, osservando che la salute del vescovo Bisi di Dommoc stava declinando, divise il vescovato di Dommoc in due parti, stabilendo una seconda cattedra per gli Angli orientali, a Helmham, luogo incerto. Helmham potrebbe identificarsi con North Elmham nel Norfolk o con South Elmham nel Suffolk: l'ultima ipotesi è la più accreditata. Æcci fu nominato vescovo di Dommoc e Baduwine vescovo di Helmham. L'abate Botolph morì nel 674 a Iken e gli succedette Æthelheah, che cinque anni dopo trasferiva diritti di proprietà terriera al monastero di Much Wenlock nello Shropshire. Questi possedimenti erano forse stati donati da Anna, re degli Angli orientali, al momento della fondazione del monastero di Iken, attraverso la parentela fra la figlia Seaxburga (madre della casa regale di Kent) e la famiglia di Merewalh ed Eormenburga.
È stato ipotizzato, ma è incerto, che le rendite del patrimonio terriero regale attorno a Rendlesham, (le "Five-and-a-half Hundreds" o "Wicklaw") fossero conferite al monastero di Ely all'atto della sua fondazione (673), perché sono diventate la parte principale della dotazione fatta dal vescovo Æthelwold di Winchester allo stesso monastero nell'anno 970 (chiamata, 'La Libertà di Santa Etheldreda'). Dubbi simili circondano i privilegi papali di Ely e Peterborough, che successivamente furono rivendicati come ottenuti a Roma da Wilfrid nell'anno 680. Se l'uno o l'altro, o ambedue, fossero autentici, proverebbero il preciso disegno di Ealdwulf, di rinforzare la sua autorità dinastica attraverso la struttura ecclesiastica e monastica, cosa tipica in quell'epoca. Wilfrid mantenne stretti contatti con Ely e Peterborough dal suo monastero di Oundle, molto vicino a Peterborough. Etheldreda e Hild sono morti tutt'e due verso il 679 o il 680: Seaxburga si trasferì a Ely, lasciando Sheppey a sua figlia Eormenhilda.

## Influenze nella provincia di Lindsey
Il nome e la dinastia di origine della moglie di Ealdwulf è ignoto. Ebbe almeno due figli, Ælfwald, il suo erede, ed Ecgburga, che divenne badessa. La sua alleanza matrimoniale era probabilmente diplomatica e rafforzava i legami con Mercia e Northumbria. Alla morte di Wulfhere di Mercia (circa 675) sua moglie Eormenhilda raggiunse sua madre al monastero di Minster-in-Sheppey, e divenne re il fratello di Wulfhere, Aethelred, la cui moglie Osthryth era figlia di Oswald di Northumbria. Già dai tempi di Raedwald, il Lindsey (oggi corrispondente al Lincolnshire) era disputato fra Mercia e Northumbria, ma dopo una battaglia nel 679 fu definitivamente possesso dei re di Mercia. L'Anglia orientale riconobbe sempre più l'egemonia dei re di Mercia.

## Monete e commercio
L'emissione e l'uso di monete inglesi durante il regno di Ealdwulf seguì il suo sviluppo in Kent, inizialmente con monete d'oro (chiamate scellini o thrymsas) fr il 660 e il 680, e poi (per una svalutazione correlata alla riduzione del titolo d'oro delle monete francesi) con monete d'argento (sceattas o pennies) di vario tipo. La distribuzione dei ritrovamenti rivela i centri della diffusione (luoghi di mercato o forse di attività militare) e probabilmente anche i luoghi di conio: il nord-ovest del Norfolk vicino a Hunstanton e Bawsey, nella regione di Thetford e The Fens presso Isleworth nel Cambridgeshire e Exning, nell'est vicino a Burgh Castle ove sfocia il fiume Yare, e nel sud-est vicino alla capitale Rendlesham, a Ipswich e nella valle del fiume Gipping tributario principale dell'Orwell.
La moneta non era ancora una vera e propria valuta accettata in tutto il regno. Accanto alle monete degli Angli orientali si sono ritrovate altre monete del Kent, dei Sassoni orientali e monete di origine francese, frisone e olandese, il che prova le relazioni commerciali con questi luoghi. In quest'epoca la città di Ipswich vide il pieno sviluppo della sua prima grande espansione dalla riva sull'Orwell a nord fino alla zona del mercato di bestiame. Erano presenti fabbriche di ceramiche (Ipswich Ware) che si ispiravano a prodotti frisoni, nel quartiere nord-est della città. Le principali controparti commerciali sul continente erano probabilmente Domburg sull'isola di Walcheren, in Zelanda e Dorestad, il grande emporio sul Reno a sud di Utrecht. Questa rotta divenne sempre più importante, perché a partire dagli anni 680 fu seguita dai missionari inglesi verso i frisoni.

## Il conflitto con il Wessex
Nel 685 il Kent fu trascinato in una guerra civile nella quale Hlothhere morì, e Ecgfrith di Northumbria venne ucciso durante una spedizione contro il popolo dei Pitti, eventi che concorsero a rafforzare il potere del regno di Mercia. Ealdwulf è uno dei tre sovrani dell'Anglia, insieme a Æthelred di Mercia e Aldfrith (successore di Ecgfrith) a cui papa Sergio I si rivolge in una lettera del 692 richiedendo che i tre sovrani accettassero la figura di Berhtwald (di Reculver) come successore di san Teodoro di Canterbury nella carica di arcivescovo di Canterbury. Subito dopo questa data il Kent venne invaso per ben due volte da Caedwalla del Wessex: durante il primo attacco suo fratello Mul venne catturato e bruciato vivo insieme alle sue guardie del corpo. Caedwalla, dopo questi insuccessi, decise di dimettersi e mentre il figlio di Ecgbert, Wihtred prese possesso del Kent, Ine iniziò il suo regno nel Wessex. È probabile che durante questi conflitti Ealdwulf sia stato a fianco del Kent contro il Wessex. Intorno al 693-694 Ine obbligò il Kent a pagare un riscatto come risarcimento per l'uccisione di Mull, e (secondo le cronache di William di Malmesbury) scacciò i nobili dell'Anglia orientale costringendoli a fuggire dopo averli sconfitti in battaglia. Ciò tuttavia può essere accaduto limitatamente al territorio del Kent, poiché Ealdwulf non subì alcuna minaccia al suo trono.

## Relazioni con il regno di Mercia
I diritti della dinastia dell'Anglia orientale sul patrimonio di Ely furono restaurati nel 696 quando Seaxburga fece traslare i resti incorrotti di Etheldreda nella chiesa del monastero. Seaxburga morì nel 699 e a lei succedette la badessa Eormenhilda. Il potere della Mercia sul Lindsey fu affermato al monastero reale di Bardney, vicino a Lincoln: la regina Osthryth vi fece traslare i resti del padre Oswald, ma lei stessa fu uccisa dal popolo merciano nell'anno 697. Æthelred re di Mercia rinunciava al suo trono e assunse l'abito monastico a Bardney nel 704. Gli succedette come re suo nipote Coenred, figlio di Wulfhere ed Eormenhilda. La loro figlia Werburga, donna santa, unì le linee dinastiche di Mercia con il matrimonio con il figlio di Æthelred, Ceolred. La subordinazione dei Sassoni dell'Est ai Merciani appare negli statuti di Coenred, e giunse ad un amichevole riconoscimento quando Coenred Re di Mercia e Offa Re degli Sassoni orientali rinunciavono insieme ai loro troni e si ritirarono a Roma per dedicarsi alla vita religiosa, nel 709. Il potere di Ealdwulf, re degli Angli orientali, era protetto perché il suo parentado era membro di tutte le dinastie dei regni circostanti e controllava i monasteri principali.
Gli anni finali del regno di Ealdwulf furono segnati dalla scellerata condotta di Ceolred, che spogliò le proprietà monastiche per sovvenzionare le sue spese di sovrano. A quel tempo l'eremita di sangue reale di Mercia san Guthlac viveva in isolamento volontario nell'isola di Crowland, a nord di Peterborough. Il suo eremo divenne luogo di rifugio per il pretendente al trono di Mercia, Æthelbald, che era protetto dalla nobiltà degli Angli orientali, come successore sperato dell'atroce Ceolred. Ma questa storia molto importante non era giunta alla sua conclusione quando Ealdwulf morì, nel 713, lasciando il suo figlio Ælfwald erede del regno degli Angli orientali.

## Fonti
- Bede, Historia Ecclesiastica Gentis Anglorum, ed. B. Colgrave e R. A. B. Mynors (OUP 1969).
- Blake, E.O. (Ed.), Liber Eliensis, Camden 3rd Ser. 92 (London 1962).
- J. Campbell (Ed.), The Anglo-Saxons (Oxford 1982).
- B. Colgrave (Ed.), Felix's Life of Guthlac (Cambridge 1956).
- D.P. Kirby, The Earliest English Kings (London 1991).
- D.M. Metcalf, Thrymsas and Sceattas in the Ashmolean Museum, Oxford (3 Vols.) (London 1993).
- D.M. Metcalf, 2000, 'Determining the mint-attribution of East Anglian Sceattas through regression analysis', Brit. Numismatic Journal 70, 1-11.
- T. Pestell, Landscapes of Monastic Foundation. The Establishment of Religious Houses in East Anglia, c650-1200 (Woodbridge 2004).
- C. Plummer (Ed.), Venerabilis Bedae Historia Ecclesiastica... una cum Historia Abbatum Auctore Anonymo , 2 Vols. (Oxford 1896).
- S. Plunkett, Suffolk in Anglo-Saxon Times (Tempus 2005).
- D.W. Rollason, The Mildrith Legend - A Study in Early Mediaeval Hagiography in England (Leicester 1982)
- N. Scarfe, Suffolk in the Middle Ages, 2nd Edn. (Woodbridge 2004).
- K. Wade, 2001, 'Gipeswic - East Anglia's first economic capital', in N. Salmon and R. Malster (Eds.), Ipswich from the first to the third Millennium (Ipswich), 1-6.
- P. Warner, The Origins of Suffolk (Manchester 1996).
- S.E. West, N. Scarfe, and R.J. Cramp, 1984, 'Iken, St Botolph, and the Coming of East Anglian Christianity', Proc. Suffolk Inst. Archaeol. 35 Pt. 4, 279-301.
- D. Whitelock, 1972, 'The Pre-Viking Age Church in East Anglia', Anglo-Saxon England 1, 1-22.